# Псі Стрільця
ψ Стрільця — подвійна зоря в сузір'ї Стрілець.
Ця подвійна система має видиму зоряну величину в смузі V приблизно 5,5.
Вона розташована на відстані близько 329,8 світлових років від Сонця.

## Подвійна зоря
Головна зоря цієї системи належить до хімічно пекулярних зір й має спектральний клас A7.
Інша компонента має  спектральний клас F3.